# Vlag van Diepenveen

Vlag van Diepenveen
(1965-2005)

De vlag van Diepenveen werd op 17 juni 1965 bij raadsbesluit vastgesteld als de gemeentelijke vlag van de Overijsselse gemeente Diepenveen.  Op 1 januari 2005 ging de gemeente op in de gemeente Deventer, waardoor de vlag als gemeentevlag kwam te vervallen.

## Beschrijving
De beschrijving luidt: 
Vijf banen van gelijke hoogte van geel en zwart, met op elk der banen een broekingsdriehoek van het een in het ander, waarvan de toppen reiken tot 1/5 van de vlaglengte.
De vlag was afgeleid van het gemeentewapen, dat verwijst naar het wapen van het Rijk van Nijmegen en dat van de ambtmannij Colmschate. Beide wapens hebben de kleuren goud en zwart. De broekingsdriehoeken verwijzen naar Colmschate, maar tegelijkertijd staan de vijf banen voor de vijf dorpen in de gemeente. Het ontwerp was van de gemeente in samenwerking met Kl. Sierksma

## Eerdere vlag

Sierksma beschrijft in 1962 een officieuze vlag die als wolgt wordt beschreven:
Twee banen van gelijke hoogte van geel en zwart.
De kleuren van de vlag zijn ontleend aan het gemeentewapen.

## Verwant symbool

Wapen van Diepenveen

Ambt Delden 
· Avereest 
· Bathmen 
· Blokzijl 
· Brederwiede 
· Den Ham 
· Denekamp 
· Diepenheim 
· Diepenveen 
· Genemuiden 
· Goor 
· Gramsbergen 
· Hasselt 
· Heino 
· Holten 
· IJsselham 
· IJsselmuiden 
· Markelo 
· Nieuwleusen 
· Noordoostpolder 
· Olst 
· Ootmarsum 
· Rijssen 
· Stad Delden 
· Steenwijk 
· Steenwijkerwold 
· Urk 
· Vollenhove 
· Vriezenveen 
· Wanneperveen 
· Weerselo
· Wijhe 
· Zwartsluis 
· Zwollerkerspel
1. ↑   Sierksma, Kl. (1962 (herdruk 2008)). Nederlands vlaggenboek. Het Spectrum, p.56-57. ISBN 9789031502882.